# Henry Edward Detmold
Henry Edward Detmold (* 4. Oktober 1854 in Surbiton, Kingston upon Thames; † 15. Mai 1924 in Paris) war ein britischer Maler.

## Leben

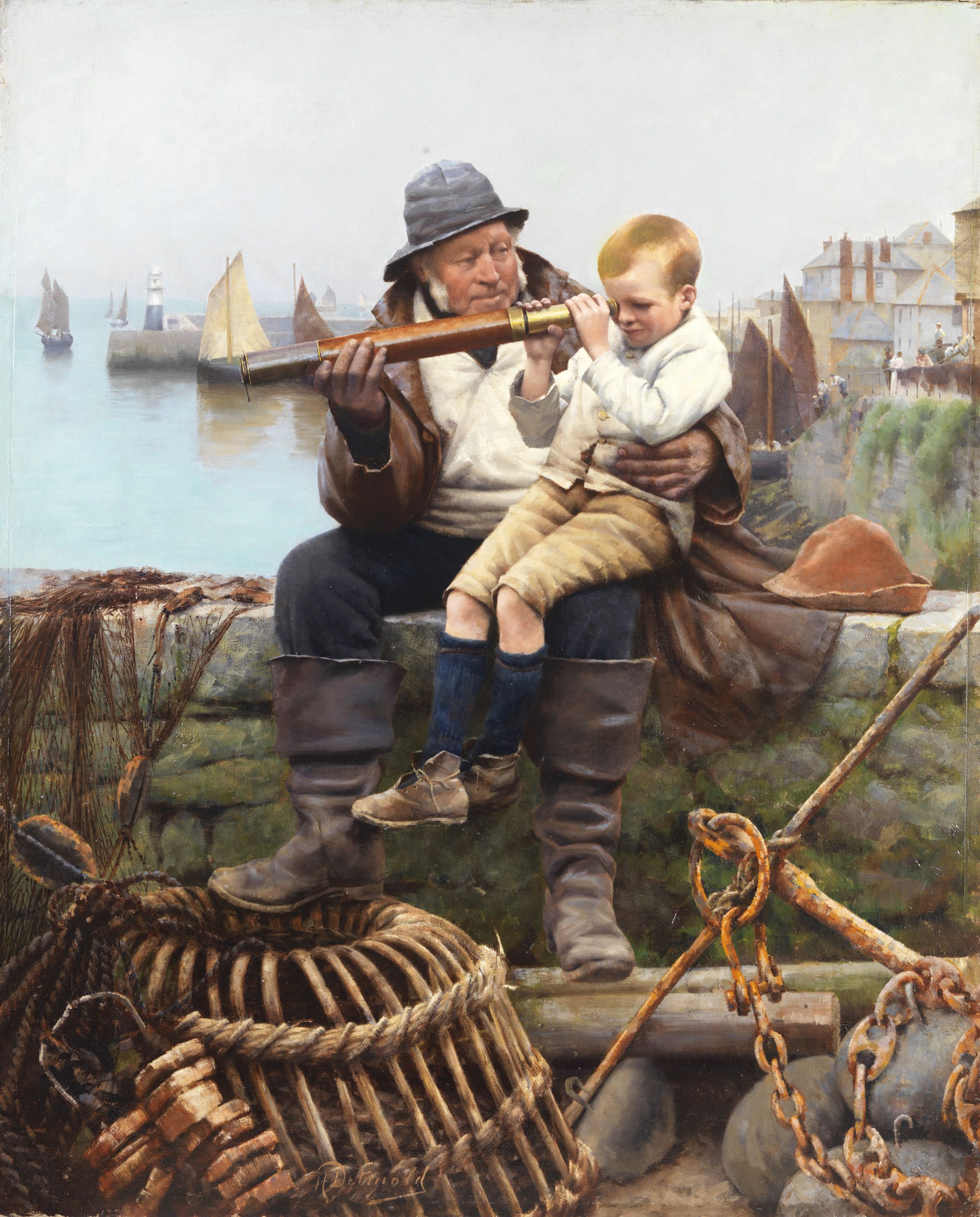
A Glimpse of Future Seas, Illustration für The Graphic, 19. Oktober 1889

Detmold stammte aus einer Kaufmannsfamilie deutschen Ursprungs. Er studierte Malerei in Düsseldorf, Brüssel und München. An der Königlichen Akademie der Bildenden Künste München schrieb er sich am 30. Oktober 1877 ein. Unter Émile Auguste Carolus-Duran vervollkommnete er sich in Paris, wohin er in den 1880er und 1890er Jahren immer wieder zurückkehrte. Ab 1879 stellte er in London aus. 1885 schloss er sich den Malern der Newlyn School in Cornwall an.
Detmold malte Landschaften und Marinen, oft als Genrestücke ausgeführt. Seine Motive fand er in Frankreich und Cornwall, außerdem in Nordafrika. Auch schuf er Illustrationen, etwa für die Zeitschrift The Graphic.
Detmold war Onkel der Illustratoren Edward Julius Detmold (1883–1957) und Charles Maurice Detmold (1883–1908), die als „Detmold twins“ Bekanntheit erlangten. Er starb im Alter von 69 Jahren in Paris und wurde auf Cimetière du Père-Lachaise bestattet.